# Contea di Dawes
La contea di Dawes (in inglese Dawes County) è una contea dello Stato del Nebraska, negli Stati Uniti. La popolazione al censimento del 2000 era di 9 060 abitanti. Il capoluogo di contea è Chadron.